# Фокон (Воклюз)
Фокон (фр. Faucon) — коммуна во французском департаменте Воклюз региона Прованс — Альпы — Лазурный Берег. Относится к кантону Везон-ла-Ромен.

## Географическое положение

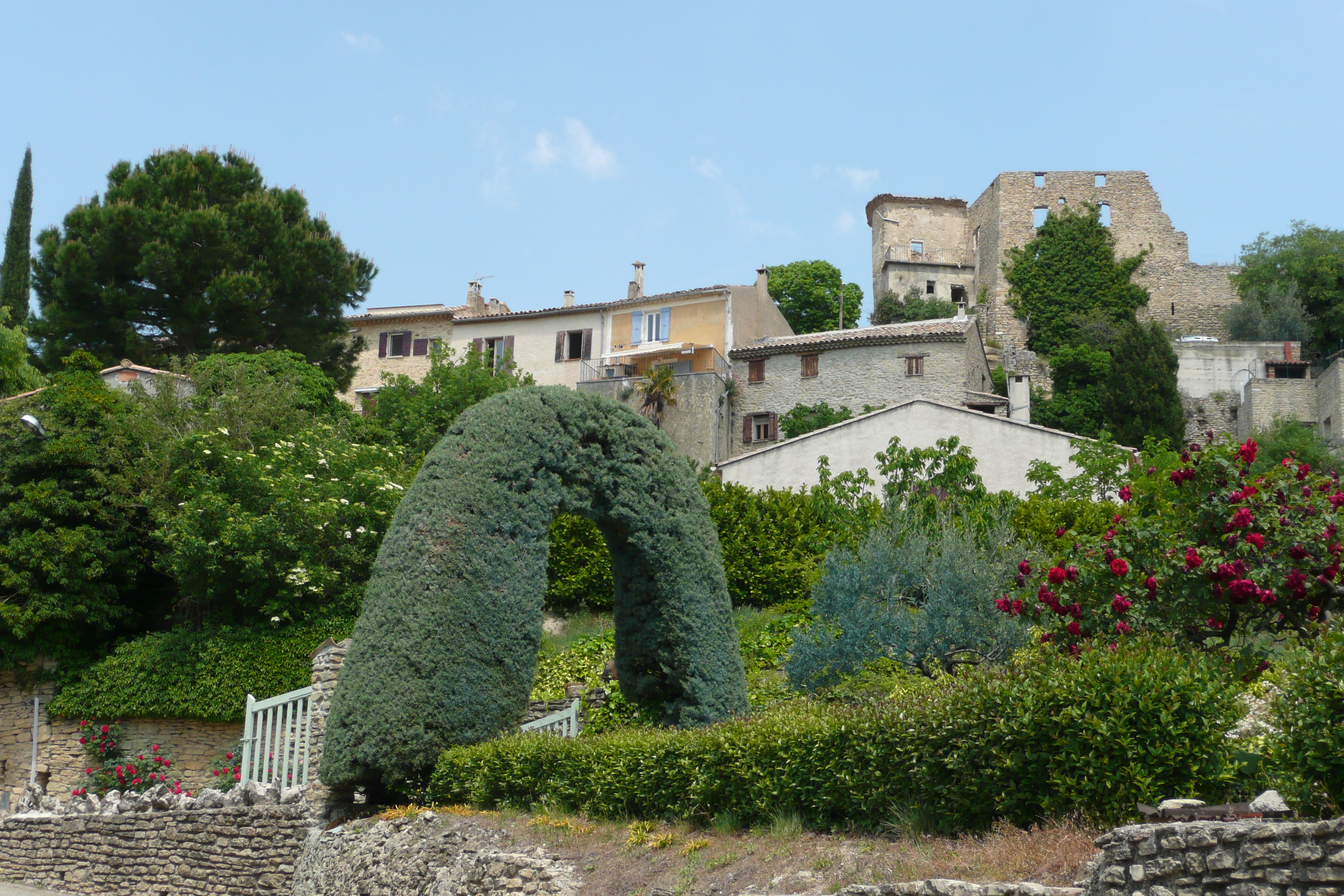
Вид на Фокон

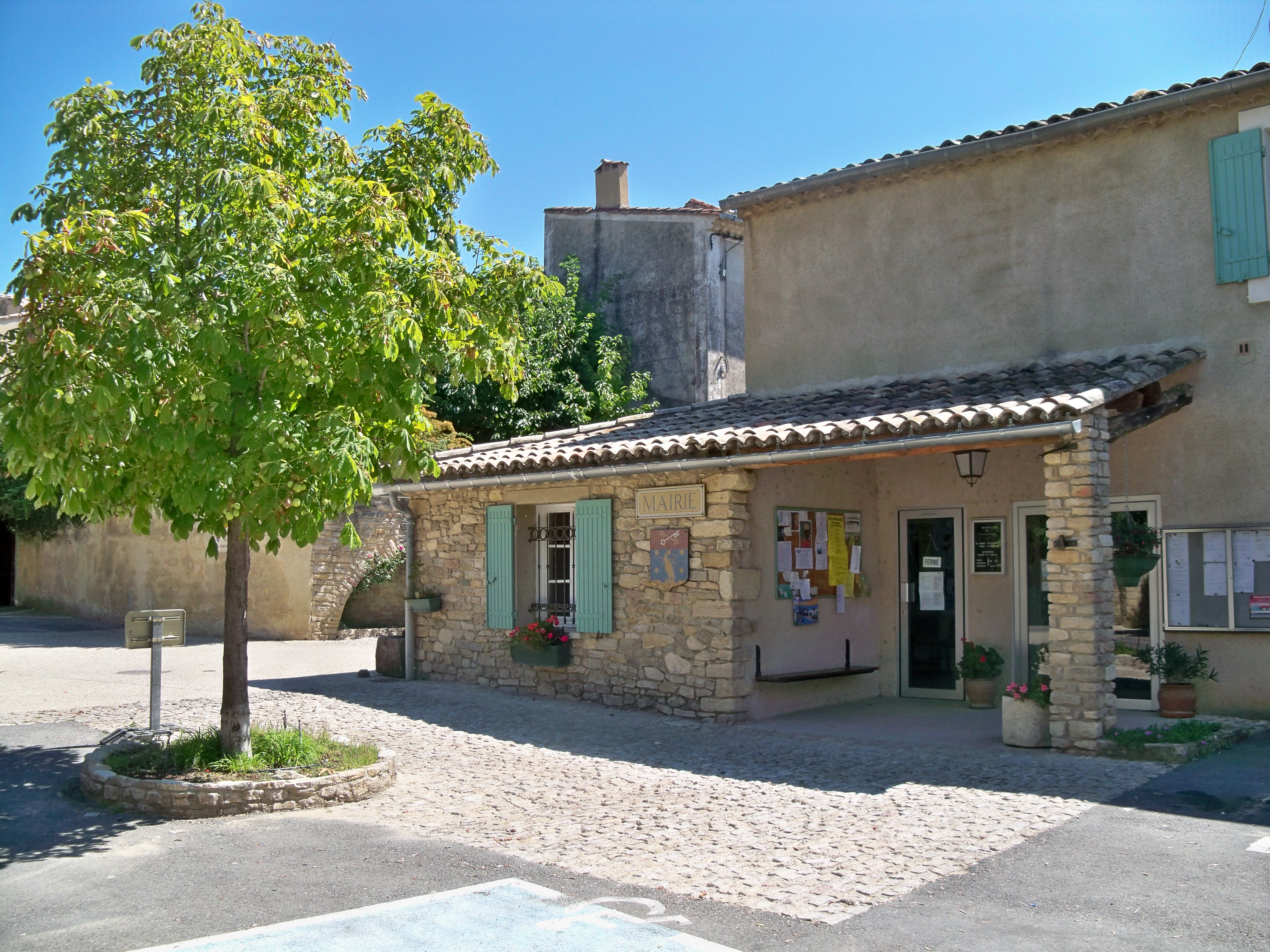
Мэрия.

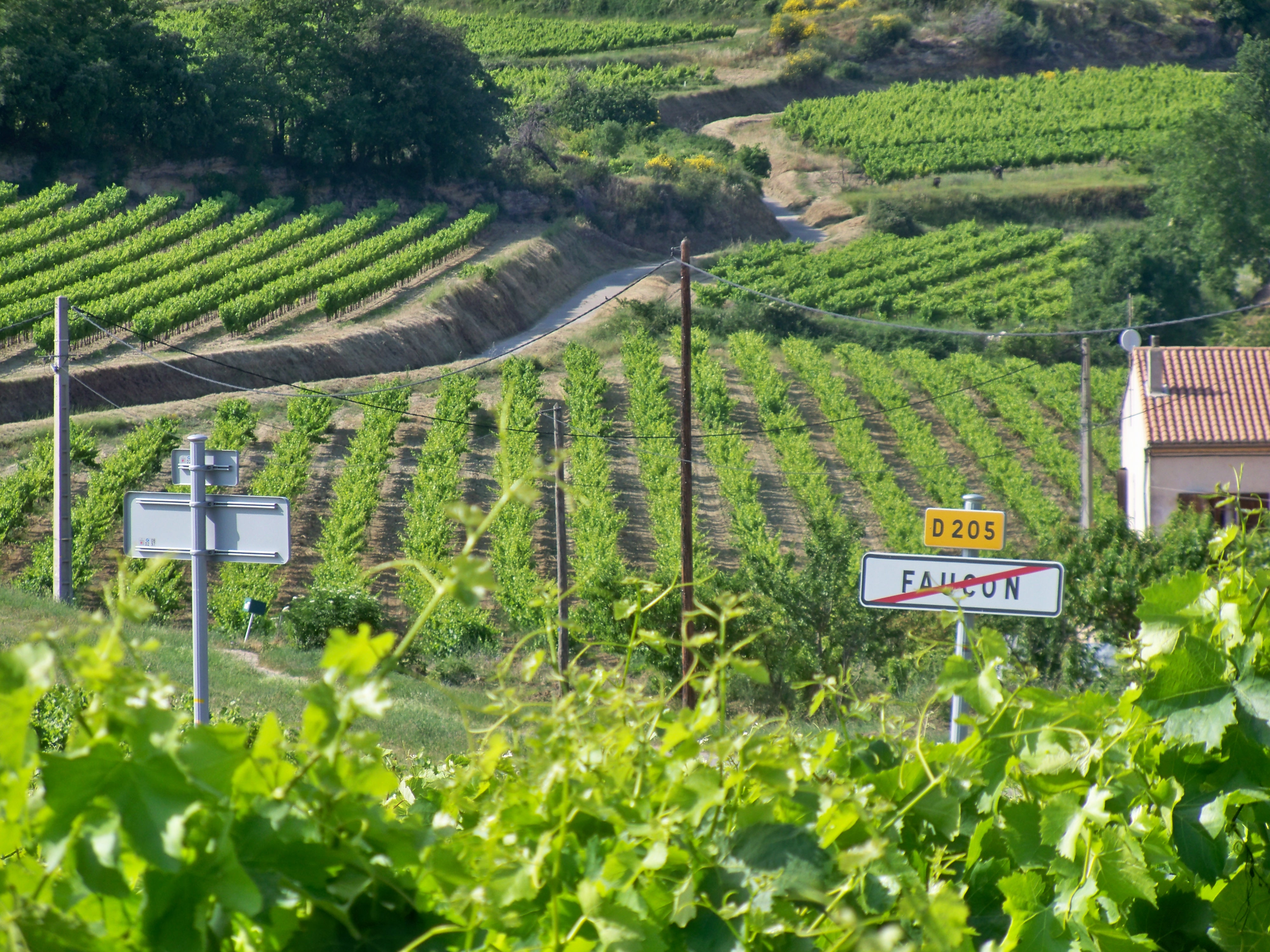
Виноградники близ Фокона.

Фокон расположен в 45 км к северо-востоку от Авиньона. Соседние коммуны: Мериндоль-лез-Оливье на севере, Моллан-сюр-Овез на юго-востоке, Антрешо на юге, Сен-Марселлен-ле-Везон и Везон-ла-Ромен на юго-западе, Сен-Ромен-ан-Вьеннуа на западе.

### Гидрография
Фокон стоит на Увезе вблизи устья Тулурана. Кроме этого, через коммуну протекает ручей Валлат-де-ла-Бюиссьер.

## Демография
Население коммуны на 2010 год составляло 416 человек.
| 1962 | 1968 | 1975 | 1982 | 1990 | 1999 | 2010 |
| ---- | ---- | ---- | ---- | ---- | ---- | ---- |
| 233  | 243  | 263  | 287  | 346  | 379  | 416  |

## Достопримечательности
- Церковь Сен-Жермен.
- Ораторий Сент-Коломб
- Развалины церкви Сен-Жорж.
- Средневековая арка.
- Остатки феодальной усадьбы.
- Часовня Нотр-Дам-де-Сет-Дулёр